# Verband landwirtschaftlicher Genossenschaften von Bern und benachbarter Kantone
Der Verband landwirtschaftlicher Genossenschaften von Bern und benachbarter Kantone (VLG Bern) war ein 1889 mit Hilfe der Ökonomischen und Gemeinnützigen Gesellschaft des Kantons Bern (OGG) von den landwirtschaftlichen Genossenschaften Kirchlindach, Uettligen, Aarwangen, Schüpfen, Hindelbank und Wohlen gegründeter landwirtschaftlicher Genossenschaftsverband.
1949 hat der VLG Bern die Cisac SA in Cressier (NE) übernommen. 1979 hat der VLG Bern die Gebrüder Müller AG in Gachnang übernommen, die dort eine Mosterei betreibt. Per 1. Januar 1980 hat der VLG Bern die Landtechnik AG in Wasen im Emmental übernommen. Mitte August 1982 hat der VLG Bern den Hauptsitz in Bern von der Speichergasse 12 an die Erlachstrasse 5 in die vordere Länggasse verlegt, wo in zweieinhalbjähriger Bauzeit ein neuer Verwaltungsbau erstellt wurde. 1983 hat der VLG Bern die 1833 in Bern gegründete und 1927 in eine Familien-Aktiengesellschaft umgewandelte Berner Samenhandels- und Gartenartikelfirma G. R. Vatter AG (Samen Vatter) übernommen. 1993 fusionierte der VLGB mit fünf weiteren landwirtschaftlichen Genossenschaftsverbänden zur gesamtschweizerischen Fenaco.

## Personelles
Gründer und erster Präsident war Johann Jenny (1889–1936). Auf ihn folgten Fritz Walther (1936–1952), Ernst Schmid (1952–1968), Alfred Fankhauser (1969–1979), Rudolf Fischer (1980–1992) und Lienhard Marschall (1992–1994).